# Zazid
Zazid je naselje v Slovenski Istri, ki upravno spada pod Mestno občino Koper. 
Vas leži na jugu Podgorskega krasa, na široki ravnini, ki jo obkrožajo griči, na zakraselem podolju, kilometer pod železniško progo Divača - Pulj. Je pomembno planinsko izhodišče, saj je iz vasi speljanih veliko planinskih poti na razne bližnje in daljne vrhove.Vas je bila nekoč obdana z obzidjem, po katerem je dobila tudi ime.
Cesto so zelo pozno asfaltirali, saj je bil prej samo kolovoz, ki je povezoval vas s Koprom in Trstom.
V vasi je tudi veliko vodnih izvirov, na stiku apnenca in fliša. Eden pomembnejših je izvir »Pod strugo« pod železniško progo, kjer se zbira voda v vodohran.

## Zgodovina
Vas se v pisnih virih omenja že v 10. stoletju, z imeni Xaxid oz. Xaxa in kot Villa dei sassi ( = kamnita vas). Opazijo se številni rovi, ki so jih nemški vojaki med drugo svetovno vojno naredili kot zatočišče pred zavezniki. Na te težke čase nas opomni tam stoječi partizanski spomenik.
Ko je v vasi še prevladovala velika revščina, je dodaten zaslužek predstavljalo ćuhanje ćepina. Delali so brinovo žganje in brinovo olje, ki je še danes visoko cenjeno in zato tudi izredno drago. Od junija do septembra so brin nabirali, a ne ročno, zaradi brinovih ostrih iglic. Znašli so se tako, da so pod grmiče položili platno, ga upognili in nato tolkli z lesenimi palicami, da so brinove jagode popadale na platno.
Postopek izdelovanja brinovega žganja je bil zelo dolgotrajen. Trajal je približno tri mesece in za liter žganja je bilo potrebno kar 10–15 kg jagod. Alkohola vsebuje 50-60 odstotkov in ima zelo močno aromo. Poleg prodaje so ga imeli v majhnih količinah tudi doma, saj je služil za odpravljanje želodčnih težav. Danes se s to dejavnostjo v vasi ukvarjajo nekateri posamezniki v prostem času.
Prebivalstvo se je vidno začelo zmanjševati od druge svetovne vojne dalje in do danes se je za kar trikrat zmanjšalo. V preteklosti so bile vse hiše naseljene, bilo je tudi do sedem oštarij. Ljudje so iz vasi hodili večinoma le za prodajo drv in sena v Kopru ali Trstu. Ukvarjali so se s kmetijstvom, vendar le za lastne potrebe. 

## Cerkev sv. Martina
V vasi stoji preprosta cerkvica Sv. Martina, ki je sedaj podružnična cerkev Župnije Predloga. Na cerkvi je letnica 1697, vendar ni znano ali je bila takrat zgrajena ali obnovljena. Je kamnita, v preteklosti je bila tudi obdana z obzidjem. Cerkev je bila večkrat obnovljena, nazadnje delno leta 2014.
Cerkev ima tudi velik pomen, saj je sveti Martin vaški zavetnik in že od nekdaj vaščani prirejajo na 11. november Martinovo.

## Vaška šagra
Vaški praznik je prvo nedeljo v septembru, na ta dan naj bi nekoč imeli vaški semenj. Sedaj prvi konec tedna v septembru vaščani priredijo vaško šagro in nogometni turnir.

## Arhitektura
Stare hiše v Zazidu so bile zgrajene po značilni istrsko-kraški arhitekturi s portoni, nadstreški in prizidki. Hiše so druga ob drugi z vmesnimi vaškimi ulicami.